# Карлос Веласкес
Карлос Веласкес (на испански: Carlos Velazquez) е пуерторикански боксьор, участник на Олимпийските игри в Атина през 2004 г.
Веласкес е роден на 4 август 1984 г.